# Hildebrandtiella pachyclada
Hildebrandtiella pachyclada är en bladmossart som beskrevs av Bescherelle 1880. Hildebrandtiella pachyclada ingår i släktet Hildebrandtiella och familjen Pterobryaceae. Inga underarter finns listade i Catalogue of Life.